# Andrea Chiurato
Andrea Chiurato (né le 7 février 1965 à Montebelluna) est un coureur cycliste italien des années 1990.

## Biographie
Andrea Chiurato devient professionnel en 1989 et le reste jusqu'en 1999. Il remporte notamment au cours de sa carrière le Grand Prix de Lugano. Spécialiste du contre-la-montre, il a remporté la plupart de ses victoires dans cet exercice spécifique.

## Palmarès

### Palmarès amateur
- 1983
  - Gran Premio Inda
- 1988
  - Pistoia-Livourne
  - Gran Premio Montanino
  - Trophée Matteotti amateurs
  - Trofeo Remo Puntone
  - 2e du Giro della Valsesia

### Palmarès professionnel
- 1989
  - 14e étape du Herald Sun Tour
- 1990
  - 1re étape du Tour de Calabre
- 1991
  - 2e de Florence-Pistoia
  - 3e du Tour d'Aragon
- 1992
  - 2eb étape du Tour d'Espagne (contre-la-montre par équipes)
  - 3e du Tour de la Communauté valencienne 
  - 4e de Tirreno-Adriatico
- 1993
  - 11e étape de la Ruta Mexico
  - 6eb étape du Mazda Alpine Tour
  - 4e de Tirreno-Adriatico
  - 5e de la Flèche wallonne
- 1994
  - Grand Prix de Lugano
  - 4e (contre-la-montre) et 11e étapes du Herald Sun Tour
  - 2e du Trofeo Laigueglia 
  -  Médaillé d'argent au championnat du monde du contre-la-montre
  - 3e du Grand Prix Eddy Merckx
- 1995
  - 2e et 3e étapes du Tour des Asturies
  - Grand Prix de Wallonie
  - Telekom Grand Prix (avec Tony Rominger)
  - 2e du championnat d'Italie du contre-la-montre

## Résultats sur les grands tours

### Tour de France
1 participation
- 1992 : 112e

### Tour d'Italie
5 participations
- 1990 : 32e
- 1991 : abandon (17e étape)
- 1993 : abandon (1re étape)
- 1994 : 45e
- 1995 : hors délais (1re étape)

### Tour d'Espagne
1 participation
- 1992 : abandon (14e étape), vainqueur de la 2eb étape (contre-la-montre par équipes)